# Чорба Федір Арсенійович
Чорба Федір Арсенійович — генерал-майор у корпусі Новоросійської та Азовської губерній, потім генерал-поручик; походив з сербської шляхти.

## Життєпис
Походив з сербського шляхетського роду, капітан австрійської армії. Перейшов на службу до російської імператриці Єлизавети в 1752 році. Служив у військах, розташованих в Новій Сербії. Взяв участь у придушенні Коліївщини, російсько-турецькій війні, за бій при Базарджику був нагороджений орденом Св. Георгія 3-го ст. та був призначений генерал-майором.
13 жовтня 1773 року переведений до Казанської губернії, де на чолі Великолуцького, Донського козачого та Володимирського полків придушував повстання Омеляна Пугачова. 1774 року був відправлений у Москву для упокорення хвилювань, що виникли в народі під впливом бунту. Князь Волконський дав у відання Чорба кілька кінних полків, доручивши йому придушити заворушення, що відбувались в поселеннях між річками Клязьмою і Москвою. Незабаром після прибуття, Чорба покинув Москву і попрямував для упіймання Пугачова у напрямку до Шацьку.
1775 року повернувся в Україну, разом з П. Текелій брав участь в ліквідації Запорозької Січі. На колишніх землях Січі отримав в районі Гуляй-Поля близько 24 000 десятин. В 1784 р., в чині генерал-поручика, Федір Чорба обіймав посаду губернського керівника дворянства в Катеринославському намісництві Новоросійської губернії.
Син — Чорба Петро Федорович в 1811–1814 роках був головою дворянства Херсонської губернії.